# Swat 4
SWAT 4 یک بازی ویدئویی تیراندازی اول شخص تاکتیکی است که در سال 2005 توسط Irrational Games توسعه یافته و توسط Sierra Entertainment ( بازی های Vivendi Universal ) به طور انحصاری برای مایکروسافت ویندوز منتشر شده است. این نهمین قسمت از مجموعه پلیس کوئست و چهارمین قسمت از زیر مجموعه SWAT است. در SWAT 4 ، بازیکن به یک تیم پلیس SWAT در شهر Fairview در نیویورک فرمان می دهد. در بازی سوات 4 برای دستگیری مجرمان، تروریست‌ها، باندها و فرقه‌ها در داخل و اطراف Fairview فرستاده می‌شوید.
ویرایش شده توسط(DavidBeamount):همچنان این بازی دارای ماد های به نام Elite Force,First responders و Tactical edition دارد که تجربه بازی را چندین برابر لذت بخش تر میکند و بازی شبیه به سری Ready or not می شود
مانند بقیه سری های SWAT ، SWAT 4 تاکید زیادی بر پیروی از رویه پلیسی خوب بودن دارد یعنی به حداقل رساندن تلفات و دستگیری دشمنان به جای کشتن آنها دارد.
این بازی با استقبال خوبی از سوی منتقدان و بازیکنان مواجه شد.

## گیم پلی

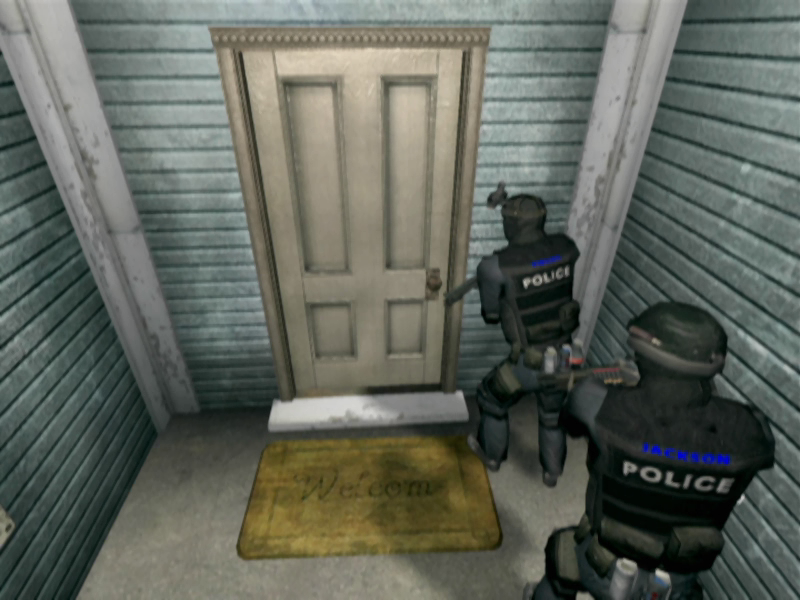
تیم سوات 4 در حال ورود به خانه

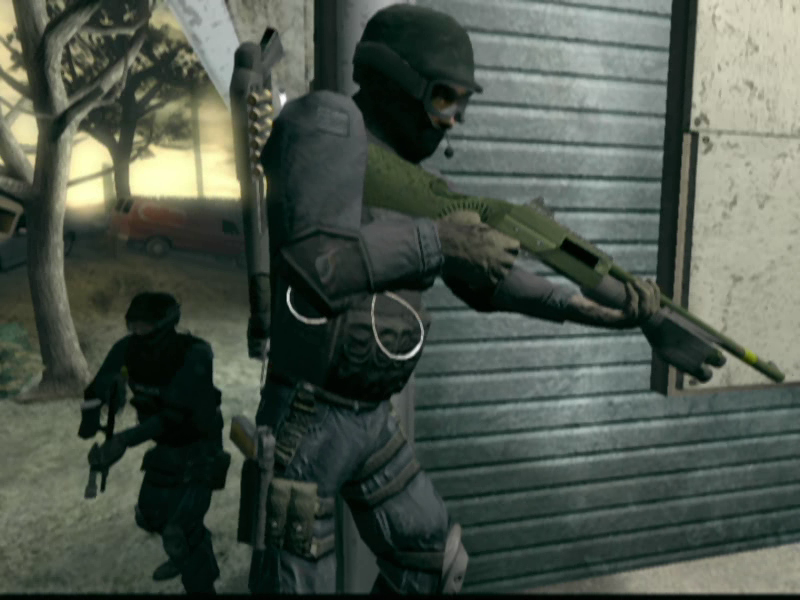
بازیکن SWAT 4

در SWAT 4 ، بازیکنان یک واحد تاکتیکی پلیس را کنترل می‌کنند که برای رسیدگی به موقعیت‌هایی مانند حکم دستگیری ، گروگان‌گیری ، تهدید بمب‌گذاری و تیراندازی مستقر می‌شوند. دشمنانی که « مظنون » نامیده می‌شوند، از افراد و گروه‌های کوچک گرفته تا تروریست‌های آموزش دیده و سازمان‌یافته را شامل می‌شوند.
SWAT 4 بر این ایده تأکید می کند که "SWAT یک سازمان نجات دهنده زندگی است" و بنابراین استفاده از نیروی کشنده را مگر اینکه به طور موجه و برای دفاع از خود انجام شود و استفاده از زور بی پروا یا بیش از حد را ممنوع می کند. در این بازی اگر شما یک مظنون غیر مسلح یا فراری را بکشید، مدارک (مانند اسلحه انداخته شده یا اشیاء عینی) را گزارش نکنید، به گروگان ها  دست بند نزیند و یا یک افسر کشته شود بازی را نمیتوانید تمام کنید و روی امتیاز شما نیز اثر دارد.
با توجه به گیم پلی RoE-focused، در این بازی استفاده از سلاح های غیرکشنده مانند تپانچه برقی ، تفنگ های بادی با گلوله فلفل ، گلوله های پلاستیکی و تفنگ های ضد شورش  برای دستگیری اهمیت بیشتری دارد. سلاح های کشنده مانند تفنگ دستی ، تفنگ ، مسلسل و تفنگ ساچمه ای نیز در دسترس هستند، اما فقط برای استفاده در برابر مظنونانی که تلاش می کنند به افسران یا گروگان ها آسیب برسانند و تسلیم نمی شوند. همچنین تجهیزاتی مانند بمب صوتی ، نارنجک‌ ، گوه‌های درب ، ابزارهای چندگانه و ابزارهای شکن ابزارهای کلیدی هستند که برای استفاده مکرر در نظر گرفته شده‌اند. بازیکنان همچنین می توانند افسران خود را به جلیقه های ضد گلوله و کلاه های جنگی مجهز کنند که درجات مختلفی از محافظت را ارائه می دهند.
مانند نسخه های قبلی SWAT ، تیم SWAT به دو "دسته" تقسیم می شود: قرمز و آبی و بازیکن فرمانده تیم نیز رنگ سفید دارد. بازیکن قادر است به هر یک از عناصر و اعضای تیم دستور دهد تا اقداماتی از جمله "جمع کردن" در ورودی، استفاده از تجهیزات، نگه داشتن موقعیت یا حتی حرکت به تنهایی برای انجام اقدامات در جای دیگر را انجام دهند.

## چند نفره
SWAT 4 دارای چندین حالت بازی چند نفره است.
حالت های چند نفره عبارتند از:
- Barricaded Suspects
- اسکورت VIP : یک بازیکن تصادفی SWAT به عنوان VIP (فرد ویژه) تعیین می شود. SWAT باید VIP را تا یک نقطه خاص اسکورت کند، در حالی که مظنونین باید VIP را دستگیر کرده و به مدت دو دقیقه نگه دارند، سپس او را بکشند. اگر مظنونان خیلی زود VIP را بکشند، به طور خودکار بازنده می شوند.
- استقرار سریع : سه تا پنج بمب ساعتی در سراسر نقشه قرار می گیرند. SWAT باید بمب ها را بیابد و خنثی کند، در حالی که مظنونین باید از بمب ها محافظت کنند و از خنثی کردن آنها جلوگیری کنند تا بتوانند منفجر شوند.
- Smash & Grab : مظنونان باید کیفی را پیدا کرده و به نقطه ای خاص بیاورند، در حالی که SWAT باید آنها را متوقف کند.
- Co-op : 10 ویرایش شده توسط(DavidBeamount):بازیکن ها با هم در یک گروه جمع میشوند تا ماموریتی که انتخاب کرده به کمک همدیگر به پایان برسانند.تعداد نفرات در این بخش حداکثر ۱۰ نفر است.

## فروش
SWAT 4 " در نمودار فروش بازی‌های رایانه‌ای که توسط NPD Techworld گردآوری شده است، رتبه دهم را برای هفته منتهی به 17 آوریل کسب کرد  در مجموع در ماه آوریل با میانگین قیمت خرده فروشی 48 دلار در رده یازدهم قرار گرفت. 
SWAT 4 در فهرست 10 بازی برتر کامپیوتری در سال 2005 در ' مجله بازی‌های کامپیوتری  قرار گرفت.